# Hurlers Cross
Hurlers Cross (Iers: Crois na hIomána) is een dorp in het townland Clonmoney-west in  County Clare in Ierland. Het bestaat uit een oud deel rond het eigenlijke kruispunt en een nieuw deel meer naar het westen.
Er stond een herberg, de Hurlers Inn, bij het kruispunt van drie wegen: een naar Ennis (en later Shannon), een naar Sixmilebridge en naar Limerick. De laatste twee wegen zijn sinds de aanleg van de snelweg N18 doodlopend. De weg naar Sixmilebridge is nu een ongenummerde afslag voor verkeer uit de richting Limerick. De sectie tussen Shannon Bridge in Limerick en Shannon van de N18 werd in 2003 geopend.
De "Clonmoney School", een lagere school, werd in 1840 gesticht door bisschop Patrick Kennedy (1786–1850) van Bisdom Killaloe. De school werd in 1955 vervangen door een nieuwe school nabij de Our Lady of the Wells Church. De voormalige school is nu een B&B. De "Our Lady of the Wells"-kerk ligt in hetzelfde townland als Hurlers Cross maar is sinds de aanleg van de snelweg daarvan gescheiden. De kerk behoort tot de parochie Newmarket-on-Fergus.

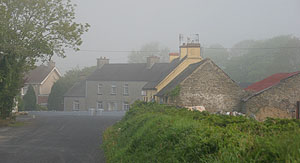
Hurlers Cross gezien vanaf de oude weg naar Limerick.
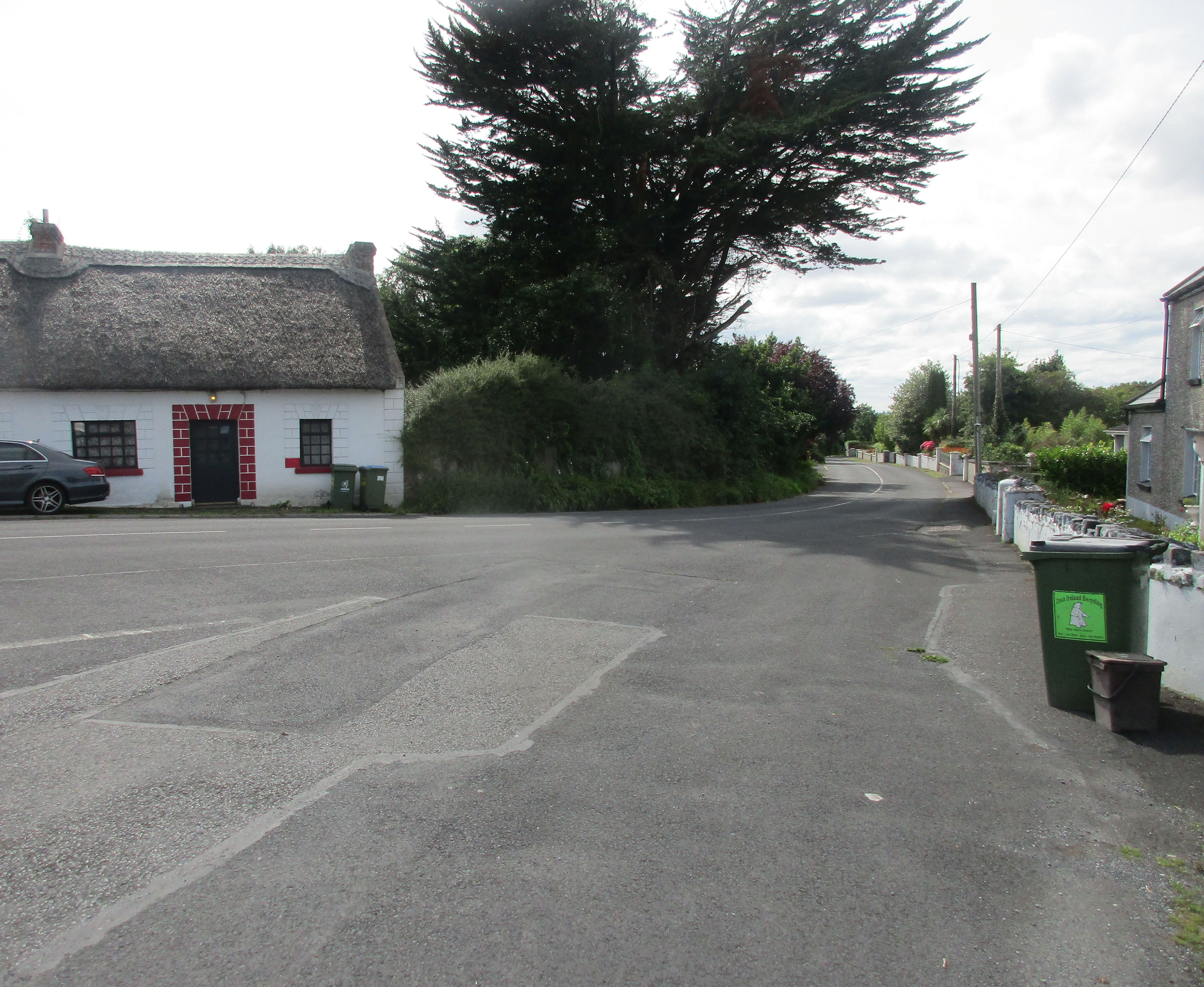
De weg naar links is de oude weg naar Limerick. De weg naar rechts is de weg naar Ennis en Shannon. De foto is genomen vanaf de voormalige weg naar Sixmilebridge.
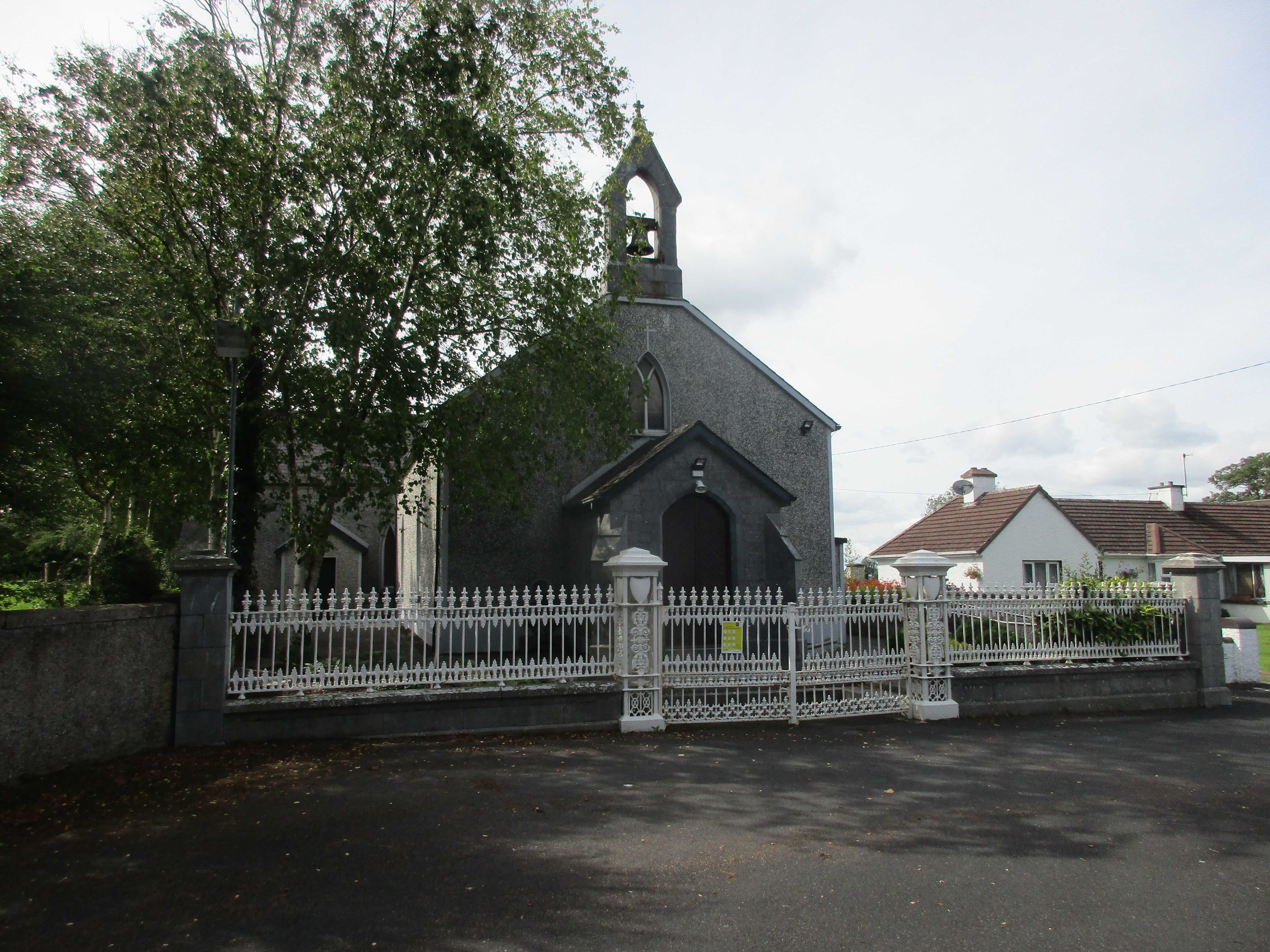
Our Lady of the Wells, een kerk vernoemd naar de vijf bronnen onder en rond de kerk.
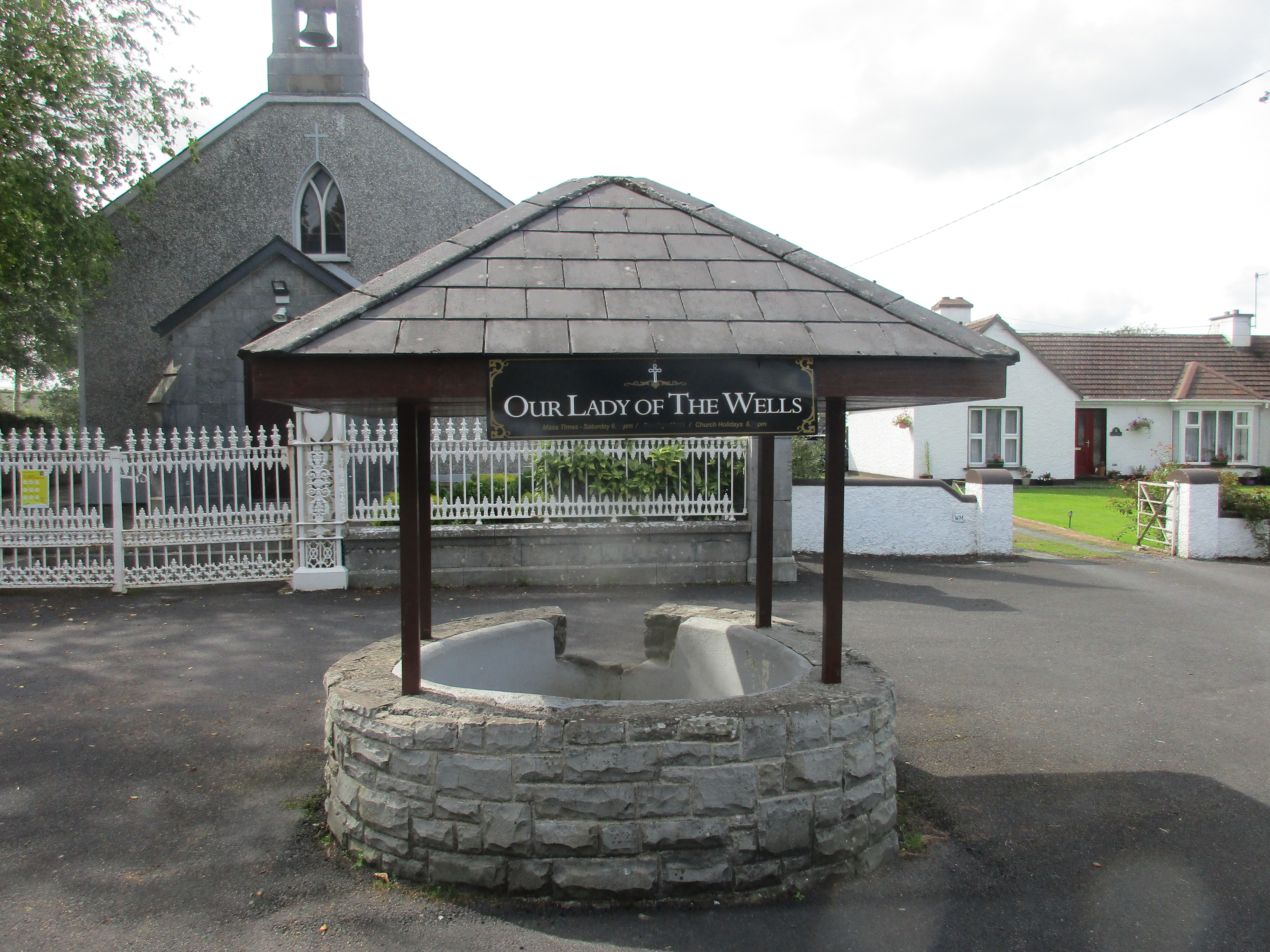
De heilige bron aan de pleinzijde van de kerk met een naamplaat